# Canton de Mont-de-Marsan-Sud
Le canton de Mont-de-Marsan-Sud est une ancienne division administrative française située dans le département des Landes et la région Aquitaine. Il a été supprimé par le nouveau découpage cantonal entré en vigueur en 2015.

## Histoire
Le canton de Mont-de-Marsan-Sud est créé en 1973, en même temps que celui de Mont-de-Marsan-Nord, en remplacement du canton de Mont-de-Marsan.

## Géographie
Ce canton était organisé autour de Mont-de-Marsan dans l'arrondissement de Mont-de-Marsan. Son altitude variait de 20 m (Campagne) à 118 m (Laglorieuse) pour une altitude moyenne de 68 m.

## Administration
| Période | Période | Identité        | Étiquette | Qualité |
| ------- | ------- | --------------- | --------- | --- |
| 1973    | 1979    | Jean Audouin    | RPR       | Ingénieur Maire de Saint-Pierre-du-Mont (1959-1989) |
| 1979    | 1992    | Alain Vidalies  | PS        | Avocat, Député de la 1ère circonscription des Landes (1988-1993) Conseiller municipal de Saint-Pierre-du-Mont (1983-1989) Adjoint au Maire de Mont-de-Marsan (1989-2002) |
| 1992    | 1998    | Guy Duvignac    | RPR       | Avocat à Mont-de-Marsan Conseiller régional d'Aquitaine |
| 1998    | 2011    | Alain Vidalies  | PS        | Député de la 1ère circonscription des Landes (1988-1993 puis depuis 1997) Adjoint au Maire de Mont-de-Marsan (1989-2002) Conseiller municipal de Laglorieuse (2008-2014) Ministre déléguée aux Relations avec le Parlement(2012-2014), Secrétaire d'Etat chargé des Transports, de la mer et de la pêche (depuis 2014) |
| 2011    | 2015    | Renaud Lahitète | PS        | Avocat, Adjoint au Maire de Mont-de-Marsan (jusqu'en 2008), Conseiller municipal de Mont-de-Marsan (depuis 2008) |

## Composition
Le canton de Mont-de-Marsan-Sud se composait d’une fraction de la commune de Mont-de-Marsan et de neuf autres communes. Il comptait 33 912 habitants (population municipale) au 1er janvier 2012.
| Nom                        | Code Insee | Intercommunalité                | Population (dernière pop. légale)               |
| -------------------------- | ---------- | ------------------------------- | ----------------------------------------------- |
| Mont-de-Marsan (chef-lieu) | 40192      | CA Mont-de-Marsan Agglomération | Fraction : 16 255(2012) Commune : 31 009 (2014) |
| Benquet                    | 40037      | CA Mont-de-Marsan Agglomération | 1 618 (2014)                                    |
| Bougue                     | 40051      | CA Mont-de-Marsan Agglomération | 721 (2014)                                      |
| Bretagne-de-Marsan         | 40055      | CA Mont-de-Marsan Agglomération | 1 545 (2014)                                    |
| Campagne                   | 40061      | CA Mont-de-Marsan Agglomération | 1 020 (2014)                                    |
| Haut-Mauco                 | 40122      | CC Chalosse Tursan              | 917 (2014)                                      |
| Laglorieuse                | 40139      | CA Mont-de-Marsan Agglomération | 541 (2014)                                      |
| Mazerolles                 | 40178      | CA Mont-de-Marsan Agglomération | 675 (2014)                                      |
| Saint-Perdon               | 40280      | CA Mont-de-Marsan Agglomération | 1 666 (2014)                                    |
| Saint-Pierre-du-Mont       | 40281      | CA Mont-de-Marsan Agglomération | 9 449 (2014)                                    |

## Démographie
| 1975 | 1982 | 1990   | 1999   | 2006   | 2011   | 2012   |
| ---- | ---- | ------ | ------ | ------ | ------ | ------ |
| -    | -    | 27 208 | 28 730 | 31 472 | 33 734 | 33 912 |